# Miss You (album)
A Miss You Gabrielle Aplin angol énekes-dalszerző ötödik középlemeze, amit 2016. december 16-án adott ki a Never Fade Records. A Miss You kislemezt 2016. november 9-én jelentették meg.

## Számlista
| 1.    | Miss You           | Gabrielle Aplin Liz Horsman      | Mike Spencer Horsman | 3:17 |
| 2.    | Night Bus          | Aplin Horsman                    | Horsman              | 3:41 |
| 3.    | Run for Cover      | Aplin Nick Atkinson Edd Holloway | Atkinson Holloway    | 3:34 |
| 4.    | Miss You (zongora) | Aplin Horsman                    | Spencer Horsman      | 3:33 |
| 14:05 |                    |                                  |                      |      |

## Fordítás
- Ez a szócikk részben vagy egészben  a   Miss You (EP) című angol Wikipédia-szócikk ezen változatának fordításán alapul.  Az eredeti cikk szerkesztőit annak laptörténete sorolja fel. Ez a jelzés csupán a megfogalmazás eredetét és a szerzői jogokat jelzi, nem szolgál a cikkben szereplő információk forrásmegjelöléseként.